# 娘娘
娘娘（異體字型：孃孃）是漢語裡對女性的一種敬稱，一般用於稱呼皇后、妃嬪、公主等皇族、貴族女性，也是對女神的敬稱，如稱媽祖為「天后娘娘」，稱地母神后土為「后土娘娘」。而宋代之後由於觀世音菩薩在中國多為女性形象，因此也被信眾稱為「觀音娘娘」。
在明朝罗贯中历史小说《三国演义》中，东汉末年的董太皇太后、何太后被呼为“娘娘”，中国当代的古装影视剧也多称后妃为“娘娘”。但中国历史上可考的最早称后宫为“娘娘”的是宋仁宗，称母亲刘太后和养母杨太妃为“大娘娘”“小娘娘”，取“母亲”之意；宋神宗曾称曹太皇太后为“娘娘”，取“祖母”之意。
在部份地區，娘娘一詞也是對女性長輩的稱呼，西南地区（例：四川）、西北地区东部及长江三角洲部分地区（例：上海浦東）用作稱呼父亲的妹妹（姑姑），如郭沫若在《创造十年续篇》中就提到把從姑母稱為娘娘。有时也指婶婶、邻家阿姨之类的女性长辈。而武汉黄陂則專指伯母或婶娘。一些北方方言則用作稱呼伯母。四川一帶則稱呼所有與父母同輩的女性親屬。也有称孙女为娘娘的。

## 其他用法
另外則是由於在粵語裡把一些刻意討好女性的男性稱為觀音兵，而被討好的女性則是觀音，亦即「觀音娘娘」。

### 電視劇
- 2022年中國電視劇網路版《侬好，我的东北女友》裡的上海學生角色對其親人之稱呼。